# Robert Hansen
Pour les articles homonymes, voir Hansen.
Robert Christian Hansen né le 15 février 1939 à Estherville (Iowa) et mort le 21 août 2014 à Anchorage (Alaska), est un tueur en série américain.
Entre 1971 et 1983, il a assassiné entre 17 et 21 femmes dans les environs d'Anchorage (Alaska). Arrêté en 1983, il est condamné à 461 années d'emprisonnement et c'est en prison qu'il meurt, au Spring Creek Correctional Center (en) à Seward (Alaska), à l'âge de 75 ans.

## Biographie

### Jeunesse
Robert C. Hansen est né à Estherville (Iowa) de Christian et Edna Hansen. Il est décrit comme étant un enfant et adolescent calme, rejeté et solitaire, ayant une relation difficile avec son père. Son acné et son bégaiement lui rendent la vie difficile à l'école. C'est à cette époque qu'il débute la chasse, dans laquelle il trouve un refuge. En 1957, Hansen s'enrôle dans l'armée de réserve des États-Unis. Il y sert un an avant d'être renvoyé. Plus tard, il travaille comme assistant instructeur à une académie de police de Pocahontas (Iowa).

### Meurtres
Au début des années 1980, le détective Glenn Flothe des Alaska State Troopers participe à une enquête concernant la découverte de plusieurs corps dans les environs d’Anchorage, de Seward et de la vallée de Matanuska-Susitna, en Alaska. Le premier corps, non identifié, est retrouvé près de la route d’Eklutna par des ouvriers du bâtiment. Plus tard la même année, le corps de Joanna Messina est découvert dans une gravière à Seward. En 1982, les restes de Sherry Morrow sont retrouvés près de la rivière Knik. Flothe sollicite alors l’aide de l’agent du FBI Roy Hazelwood, qui établit un profil criminel menant à l’identification de Robert Hansen comme principal suspect.
Grâce au témoignage de Cindy Paulson, qui a réussi à échapper à Hansen après avoir été enlevée, torturée et violée, les autorités obtiennent un mandat de perquisition visant le domicile, les véhicules et l’avion de ce dernier. Le 27 octobre 1983, les enquêteurs y découvrent des bijoux appartenant à certaines victimes ainsi que des armes à feu.
Hansen est arrêté et inculpé pour enlèvements, agressions sexuelles, infractions liées aux armes à feu, vol et fraude à l’assurance. Il nie les faits dans un premier temps, tentant de justifier ses actes en blâmant ses victimes. Il accepte finalement un accord de plaidoyer après que des tests balistiques aient lié ses armes aux balles retrouvées sur les lieux des crimes. Il est formellement inculpé pour le meurtre de quatre femmes — Sherry Morrow, Joanna Messina, « Eklutna Annie » et Andrea Altiery — ainsi que pour l’enlèvement et le viol de Cindy Paulson. En échange d'une incarcération dans une prison fédérale et d'une ordonnance de non-publication, il plaide coupable et fournit des détails sur d'autres meurtres, notamment la localisation de plusieurs corps.
Hansen confirme avoir commencé à tuer au début des années 1970 et indique 17 scènes de crime dans le centre-sud de l’Alaska, dont 12 étaient alors inconnues des autorités.
Condamné à 461 années de prison, il est d’abord incarcéré au pénitencier fédéral de Lewisburg, en Pennsylvanie. En 1988, il est transféré en Alaska, au Spring Creek Correctional Center de Seward, où il meurt le 21 août 2014 à la suite d'une détérioration progressive de son état de santé.

## Victimes connues
Robert C. Hansen a assassiné au moins 17 femmes :
- Lisa Futrell, 41 ans (corps retrouvé avec les indications d'Hansen)
- Malai Larsen, 28 ans (corps retrouvé avec les indications d'Hansen)
- Robin Pelkey, 19 ans (corps retrouvé avec les indications d'Hansen)
- Sue Luna, 23 ans (corps retrouvé avec les indications d'Hansen)
- Tami Pederson, 20 ans (corps retrouvé avec les indications d'Hansen)
- Angela Feddern, 24 ans (corps retrouvé avec les indications d'Hansen)
- Teresa Watson (corps retrouvé avec les indications d'Hansen)
- DeLynn "Sugar" Frey (corps retrouvé avec les indications d'Hansen)
- Paula Goulding (corps retrouvé)
- Andrea "Fish" Altiery (corps retrouvé avec les indications d'Hansen)
- Sherry Morrow, 23 ans (admis, corps retrouvé)
- "Eklutna Annie" (admis, corps retrouvé)
- Joanna Messina (admis, corps retrouvé)
- Roxanne Easland, 24 ans (corps non-retrouvé)
- Ceilia "Beth" Van Zanten, 17 ans (nié, corps retrouvé)
- Megan Emerick, 17 ans (nié, corps retrouvé)
- Mary Thill, 23 ans (nié, corps retrouvé)

## Dans la culture populaire
- En 1999, la série The FBI Files (en) consacre un épisode à Hansen, intitulé Hunter's Game.
- En 2005, les crimes de Hansen inspirent les trois épisodes Open Season, Mind Hunters et The Woods de Cold Case : Affaires classées.
- En 2012, la série Alaska: Ice Cold Killers, diffusée à Investigation Discovery, lui consacre l'épisode Hunting Humans[3].
- En 2012, l'histoire inspire l'épisode Hunting Ground (2012) de New York, unité spéciale
- Le film Suspect (2013) relate les événements entourant l'enquête et l'arrestation de Robert Hansen, qui est joué par John Cusack[4],[5].
- En 2016, le roman Une forêt obscure de Fabio M. Mitchelli, paru aux éditions Laffont[6], s'inspire en partie, de ses crimes et de sa vie  (ISBN 9782221188729)
- En 2023, le groupe Skynd sort un morceau et un clip intitulés Robert Hansen.
- En 2025, l'influenceur Squeezie raconte l'histoire de Robert Hansen dans un «thread horreur».